# Jessie Lawrence Ferguson
Jessie Lawrence Ferguson (New York-Bronx, 1941. június 8. – Palmdale, Kalifornia, 2019. április 26.) amerikai színész.

## Filmjei
Mozifilmek
- Hagymaföld (The Onion Field) (1979)
- The Fish That Saved Pittsburgh (1979)
- Szerelem az éjszakában (All Night Long) (1981)
- Good-bye Cruel World (1983)
- Nyomul a nyolcadik dimenzió (The Adventures of Buckaroo Banzai Across the 8th Dimension) (1984)
- Neon Maniacs (1986)
- The Supernaturals (1986)
- A sötétség fejedelme (Prince of Darkness) (1987)
- Bűntény a támaszponton (The Presidio) (1988)
- The Spring (1989)
- Darkman (1990)
- Fekete vidék (Boyz n the Hood) (1991)
- To Protect and Serve (1992)

Tv-filmek
- Amazons (1984)
- Mitchell, a társam (Long Time Gone) (1986)
- Mike Hammer: A gyilkos mindent visz (Mike Hammer: Murder Takes All) (1989)

Tv-sorozatok
- Starsky és Hutch (Starsky and Hutch) (1979, egy epizódban)
- Buck Rogers in the 25th Century (1980, egy epizódban)
- Külvárosi körzet (Hill Street Blues) (1981, egy epizódban)
- Trapper John, M.D. (1983, egy epizódban)
- Hotel (1983, egy epizódban)
- Remington Steele (1984, egy epizódban)
- A szupercsapat (The A-Team) (1985, egy epizódban)
- Santa Barbara (1985, egy epizódban)
- Egy kórház magánélete (St. Elsewhere) (1985, egy epizódban)
- Still the Beaver (1985, egy epizódban)
- CBS Summer Playhouse (1987, egy epizódban)
- Star Trek: Az új nemzedék (Star Trek: The Next Generation) (1987, egy epizódban)
- A szépség és a szörnyeteg (Beauty and the Beast) (1987, egy epizódban)
- Equal Justice (1990, egy epizódban)
- Cop Rock (1990, egy epizódban)
- Swamp Thing (1992, egy epizódban)
- South of Sunset (1993, egy epizódban)